# Markolf
Markolf ou Markulf († 9 juin 1141) fut archevêque de Mayence jusqu'à sa mort.
En 1122, Markolf est mentionné nommément pour la première fois dans un document d'Adalbert II de Sarrebruck. Markolf était le prévôt du Collégiale Saint-Pierre-et-Saint-Alexandre à Aschaffenburg, la seconde résidence des archevêques de Mayence, au centre spirituel de la partie sud-est de l'archevêché. Dans la hiérarchie de l'archevêché de Mayence, le prévôt du monastère d'Aschaffenburg occupait la première place après les prévôts et les abbés de l'évêché lui-même. Markolf était le propriétaire d'un archidiaconat, c'est-à-dire l'administrateur d'une grande partie de l'archidiocèse, dont l'origine remonte à 976.
On peut supposer qu'il a également occupé une position importante au sein du diocèse de Mayence sous Adalbert II de Sarrebruck, même s'il n'est plus mentionné en première place du clergé non-mayencaise dans ses documents.
Après la vacance de l'archevêché de Mayence en 1141 avec la mort d'Adalbert, le chapitre de la cathédrale de Mayence a élu Markolf comme son successeur. Immédiatement après son élection, Markolf a cherché à entrer en contact avec le pape Innocent II II et lui a demandé le pallium. Afin d'assurer son élection par la corruption, il envoya de la cathédrale de Mayence à Rome un pied de la croix dite « Benna », une croix triomphale en bois recouverte de plaques d'or avec une figure du Christ plus grande que nature faite de 600 livres d'or pur. Le 30 décembre 1141, Innocent remit le pallium à l'évêché de Mayence.

### Literature
- (de) Christoph Waldecker, « MARCOLF, Erzbischof von Mainz », dans Biographisch-Bibliographisches Kirchenlexikon (BBKL), vol. 23, Nordhausen, 2004 (ISBN 3-88309-155-3, lire en ligne), colonnes 943-945 (Article sur Internet Archive)
- Christoph Waldecker: Zwischen Kaiser, Kurie, Klerus und kämpferischen Laien. Die Mainzer Erzbischöfe im Zeitraum 1100 bis 1160. Mayence 2002 (Sources et traités sur l'histoire de l'église du Rhin moyen 101).  (ISBN 3-929135-35-3)
- Friedhelm Jürgensmeier: Das Bistum Mainz. Von der Römerzeit bis zum II. Vatikanischen Konzil, Knecht Verlag, Frankfurt/ Main 1988  (ISBN 3-782-00570-8)
- Curt-Bogislav von Hacke: Die Palliumverleihungen bis 1143. Eine diplomatisch-historische Untersuchung. Phil. Diss. Göttingen 1898, p. 136f., p. 147